# Atsïz
Atsïz (in persiano اتسز‎ o, con il nome completo, in persiano علاء الدين والدولة أبو المظفر عتسيز بن‎, Ala al-Din wa-l-Dawla Abu'l-Muzaffar Atsïz ibn Muhammad ibn Anushtegin; 1098 – 30 luglio 1156) è stato il secondo scià dell'Impero corasmio dal 1127/1128 al 1156.
Era figlio e successore di Muhammad I di Corasmia della dinastia anushtiginide.

## Sovrano di Corasmia

### Guerra con il sovrano selgiuchide
Atsïz succedette al padre nel 1127 o 1128. Durante la prima parte del suo regno, si concentrò sulla protezione della Corasmia dagli attacchi dei nomadi. Nel 1138 si ribellò al suo sovrano, il sultano selgiuchide Ahmed Sanjar, ma fu sconfitto ad Hazarasp e costretto a fuggire. Sanjar insediò suo nipote Suleiman Scià come sovrano della Corasmia e tornò a Merv. Atsïz tornò, tuttavia, e Suleiman Scià non riuscì a mantenere la provincia. Atsïz poi attaccò Bukhara, ma nel 1141 si sottomise nuovamente a Sanjar, che lo perdonò e gli restituì formalmente il controllo della Corasmia.
Lo stesso anno in cui Sanjar perdonò Atsïz, i Kara Khitay sotto Yelü Dashi sconfissero i Selgiuchidi a Qatwan, vicino a Samarcanda. Atsïz approfittò della sconfitta per invadere il Grande Khorasan, occupando Merv e Nishapur. Yelü Dashi, tuttavia, inviò una forza per saccheggiare la Corasmia, costringendo Atsïz a pagare un tributo annuale.
Nel 1142, Atsiz fu espulso dal Khorasan da Sanjar, che invase la Corasmia, l'anno successivo, e costrinse Atsiz a tornare al vassallaggio, sebbene questi continuò a rendere omaggio ai Kara Khitay fino alla sua morte. Sanjar intraprese un'altra spedizione contro Atsïz nel 1147 quando quest'ultimo si ribellò di nuovo.
Nel 1153, Sanjar fu sconfitto e imprigionato da un gruppo della tribù turca Oghuz, e il Khorasan presto cadde nell'anarchia. La parte dell'esercito selgiuchide che si rifiutò di unirsi agli Oghuz proclamò l'ex sovrano dei Karakhanidi, Mahmud Khan, come suo capo. Mahmud cercò un'alleanza con Atsïz contro gli Oghuz, mentre il fratello di Atsïz, Ïnal-Tegin, aveva già saccheggiato una parte del Khorasan nel 1154. Atsïz e suo figlio Il-Arslan partirono dalla Corasmia, ma prima che potessero ottenere risultati concreti, Sanjar fuggì dalla sua prigionia e ripristinò il suo governo.

## Morte
Atsïz morì nel 1156 e gli succedette Il-Arslan.

## Valutazione del regno
Atsiz era un politico e un sovrano flessibile, ed era in grado di destreggiarsi tra il potente sultano Sanjar e l'altrettanto potente Yelü Dashi. Continuò la politica di incremento delle terre iniziata dai suoi predecessori, annettendo Jand e Mangyshlak alla Corasmia. Molte tribù nomadi dipendevano dall'impero corasmio. Verso la fine della sua vita, controllava l'intera parte nord-occidentale dell'Asia centrale e, di fatto, aveva raggiunto la sua indipendenza dai vicini.

## Cultura
Contrariamente ai primi governanti selgiuchidi, i primi corasmi erano alfabetizzati. Il grammatico e lessicografo corasmio al-Zamakhshari dedicò ad Atsiz il suo dizionario arabo Muqaddimat al-adab. Ata-Malik Juvayni e Aufi lodarono Atsiz per la sua alfabetizzazione e perizia nello scrivere poesie persiane. Atsiz è spesso citato nei panegirici Qaṣīda del suo poeta laureato e segretario capo Rashid al-Din Vatvat (morto nel 1182/1183).